# Sports olympiques de Pont-de-Chéruy Chavanoz
Les Sports olympiques de Pont-de-Chéruy Chavanoz sont un club de football français situé à Pont-de-Chéruy et Chavanoz dans le département de l'Isère fondé en 1907.
Membre de la Ligue Rhône-Alpes de football (anciennement Ligue du Lyonnais), il a joué pendant plusieurs saisons au plus haut niveau régional et dans les championnats nationaux (plus haut niveau amateur, troisième et quatrième division) de sa fondation jusqu'aux années 1980.

## Historique
À sa fondation en 1907, le club porte le nom de la commune de Tignieu, limitrophe de Pont-de-Chéruy. Il s'impose comme un des clubs forts du championnat du Lyonnais de l'Union des sociétés françaises de sports athlétiques. Il remporte cette compétition en 1919.
En 1921, le club prend  le nom d’Union Sportive de Pont-de-Chéruy et s'installe à Chavanoz, commune voisine. Il est alors soutenu par l'usine de tréfilage Grammont. En 1932, le stade Étienne-Claude Grammont est inauguré sur un ancien terrain appartenant à l'entreprise Grammont.
En 1936, le club se restructure. Il accède à la Division d'Honneur du Lyonnais pour la première fois. Dans l'immédiat après-guerre, le club joue les premiers rôles en Division d'Honneur du Lyonnais. Il compte dans ses rangs de futurs joueurs professionnels comme Jean Fournet-Fayard, également futur président de la Fédération française de football, et atteint les 32e de finale de la Coupe de France.
En 1970, le SO Pont-de-Chéruy accède au Championnat de France amateur (plus haut niveau amateur national). Il est relégué en Division d’Honneur dès 1971. En 1974 il est champion de Division d'Honneur et accède à nouveau au Championnat de France amateur qui est devenu entre-temps la troisième division nationale (après l'ouverture de la frontière entre amateurs et professionnels). De 1977 à 1985, il participe au championnat de France de Division 3. En 1979, il finit troisième de sa poule et frôle l'accession en Division 2.
Des années 1980 à nos jours, le club a redescendu les échelons nationaux et régionaux. Dans les années 2010, il joue en quatrième division régionale de la Ligue Rhône-Alpes de football puis de la Ligue Auvergne-Rhône-Alpes de football.

## Palmarès
- Championnat du Lyonnais USFSA
  - Champion : 1919

- Division d'Honneur de la Ligue du Lyonnais
  - Champion : 1974, 1976

- Championnat de France de football de Division 3
  - Troisième : 1979 (groupe Sud)

- Saisons au niveau national
  - Championnat de France amateur de football (meilleur niveau amateur) : 1 saison
  - Division 3 : 8 saisons
  - Division 4 : 3 saisons

## Anciens joueurs
- Jean Fournet-Fayard